# FC Nordsjælland
El Football Club Nordsjælland (pronunciat 'noʁɕɛlɑnˀ, abreviat FCN) és un club de futbol danès que juga a la ciutat de Farum.

## Història
Es va classificar per la Copa de la UEFA 2008-2009 per joc net.
Després de guanyar la Superlliga danesa de la temporada 2011-12, es va classificar directament per la fase de grups de la Lliga de Campions de la UEFA 2012-13. El 23 d'octubre de 2012 van marcar el primer gol en aquesta competició.

## Palmarès

### Títols nacionals
- Superlliga danesa (1): 2011-12
- Copa danesa (2): 2009–10, 2010–11